# Fontsòrbas
Fontsòrbas (occità) o Fonsorbes (francès) és un municipi de França al departament de l'Alta Garona, a la regió Occitània. Està situat a 13 km al nord-oest de Muret.